# Sandro Stucchi
Sandro Stucchi (Gorizia, 19 luglio 1922 – Roma, 21 giugno 1991) è stato un archeologo italiano.
Dal 1956 insegnò archeologia e storia dell'arte greca e romana all'università di Urbino, rimanendovi fino al 1976, anno in cui passò all'università di Roma "La Sapienza". Si occupò di ritrovamenti come la villa romana di Lucinico e i bronzi di Riace. La sua attività annovera oltre 150 lavori, di cui almeno una settantina quelli concernenti gli scavi dei siti archeologici libici di Cirene e Leptis Magna: Stucchi fu infatti direttore della missione archeologica italiana in Libia per oltre trent'anni, riavviandola dopo la parentesi della guerra e conducendola fino alla morte nel 1991.